# Pandemia di COVID-19 in Nigeria
Il primo caso della pandemia di COVID-19 in Nigeria è stato confermato il 27 febbraio 2020 quando a Lagos è risultato positivo al virus un cittadino italiano. Il 9 marzo 2020, è stato riportato un secondo caso del virus a Ewekoro, nello stato di Ogun, un cittadino nigeriano che aveva avuto contatti con il cittadino italiano.
Il 5 maggio 2023, l'Organizzazione mondiale della sanità dichiara ufficialmente la fine della pandemia.

## Antefatti
Il 28 gennaio, il governo federale della Nigeria ha assicurato ai cittadini del paese la propria disponibilità a rafforzare la sorveglianza in cinque aeroporti internazionali nel paese per prevenire la diffusione del coronavirus: gli aeroporti di Enugu, Lagos, Rivers, Kano e FCT. Lo stesso giorno il Centro per il controllo delle malattie della Nigeria ha annunciato di aver già istituito un gruppo di lavoro sul coronavirus e di essere pronto ad attivare il suo sistema di gestione delle emergenze in caso fosse emerso un caso in Nigeria.
Il 31 gennaio, a seguito degli sviluppi della pandemia di COVID-19 nella Cina continentale e in altri paesi del mondo, il governo federale della Nigeria ha istituito un gruppo di preparazione per il coronavirus al fine di mitigare l'impatto del virus se questo si fosse diffuso nel paese. Lo stesso giorno, l'Organizzazione mondiale della sanità ha elencato la Nigeria tra i 13 paesi africani ad alto rischio per la diffusione del virus.
Il 26 febbraio, un cittadino cinese si è presentato al governo dello stato di Lagos riportando di essere stato infettato dal coronavirus. Ricoverato al Reddington Hospital, è stato rilasciato il giorno seguente dopo essere risultato negativo.

## Cronologia

### Febbraio
Il 27 febbraio, la Nigeria ha confermato il suo primo caso nello stato di Lagos, un cittadino italiano che lavora in Nigeria era tornato il 25 febbraio da Milano, in Italia attraverso l'aeroporto internazionale Murtala Muhammed, si è ammalato il 26 febbraio ed è stato trasferito nelle strutture di biosicurezza dello stato di Lagos per isolamento e prove.

### Marzo
Il 9 marzo è stato confermato il secondo caso, un cittadino nigeriano a Ewekoro, nello stato di Ogun, che aveva avuto contatti con il cittadino italiano.
Il 13 marzo, la Nigeria ha confermato che il secondo caso non aveva più il virus nel suo sistema e quindi è risultato negativo.
Il 17 marzo, la Nigeria ha confermato il terzo caso nello stato di Lagos, una cittadina nigeriana di 30 anni tornata il 13 marzo dal Regno Unito.
Il 19 marzo, il governo nigeriano ha anche annunciato che il cittadino italiano che aveva portato il coronavirus in Nigeria si è rivelato negativo ed è stato dimesso il giorno seguente.
Il 23 marzo, è stata riportata la prima morte, un 67enne Suleiman Achimugu, un ingegnere ed ex amministratore delegato di Pipeline and Products Marketing Company, tornato dal Regno Unito.
Il 26 marzo, la Nigeria ha annunciato di aver rintracciato 4.370 casi sospetti di virus.

### Aprile
Il 10 aprile, la Nigeria ha annunciato di aver identificato circa 8.932 persone di interesse e di averne monitorato 220.
Il 13 aprile, la Nigeria ha annunciato di aver aumentato i test del 50%, fino all'attuale capacità di 1.500 test al giorno, testando circa 6.000 persone e possedendo un totale di undici laboratori di test.
Il 14 aprile, il governo dello stato di Lagos ha annunciato che i loro funzionari hanno visitato 118.000 famiglie in due giorni, identificando 119 persone con i sintomi del virus nello stato.
Il 15 aprile, la Nigeria ha annunciato di aver potenziato la capacità di testare 3000 persone al giorno.

### Maggio
Il 2 maggio, ci sono state 17 morti.
Il 14 maggio i casi hanno superato quota 5.000.
Il 31 maggio i casi hanno superato quota 10.000.

### Giugno
L'11 giugno si sono registrati 681 casi in sole 24 ore.

## Andamento contagi
| Data                                                                        | Data       |  | Numero di casi | Numero di morti |
| --------------------------------------------------------------------------- | ---------- |  | -------------- | --------------- |
| 27-02-2020                                                                  | 27-02-2020 |  | 1(N.D.)        |                 |
| ⋮                                                                           | ⋮          |  | 1(=)           |                 |
| 09-03-2020                                                                  | 09-03-2020 |  | 2(+100%)       |                 |
| ⋮                                                                           | ⋮          |  | 2(=)           |                 |
| 13-03-2020                                                                  | 13-03-2020 |  | 1(−50%)        |                 |
| ⋮                                                                           |            |  |                |                 |
| 17-03-2020                                                                  | 17-03-2020 |  | 2(N.D.)        |                 |
| 18-03-2020                                                                  | 18-03-2020 |  | 7(+250%)       |                 |
| 19-03-2020                                                                  | 19-03-2020 |  | 11(+57%)       |                 |
| 20-03-2020                                                                  | 20-03-2020 |  | 12(+9,1%)      |                 |
| 21-03-2020                                                                  | 21-03-2020 |  | 22(+83%)       |                 |
| 22-03-2020                                                                  | 22-03-2020 |  | 30(+36%)       |                 |
| 23-03-2020                                                                  | 23-03-2020 |  | 36(+20%)       | 1(N.D.)         |
| 24-03-2020                                                                  | 24-03-2020 |  | 44(+22%)       | 1(=)            |
| 25-03-2020                                                                  | 25-03-2020 |  | 51(+16%)       | 1(=)            |
| 26-03-2020                                                                  | 26-03-2020 |  | 65(+27%)       | 1(=)            |
| 27-03-2020                                                                  | 27-03-2020 |  | 81(+25%)       | 1(=)            |
| 28-03-2020                                                                  | 28-03-2020 |  | 97(+20%)       | 1(=)            |
| 29-03-2020                                                                  | 29-03-2020 |  | 111(+14%)      | 1(=)            |
| 30-03-2020                                                                  | 30-03-2020 |  | 131(+18%)      | 2(+100%)        |
| 31-03-2020                                                                  | 31-03-2020 |  | 151(+15%)      | 2(=)            |
| 01-04-2020                                                                  | 01-04-2020 |  | 174(+15%)      | 2(=)            |
| 02-04-2020                                                                  | 02-04-2020 |  | 184(+5,7%)     | 2(=)            |
| 03-04-2020                                                                  | 03-04-2020 |  | 209(+14%)      | 4(+100%)        |
| 04-04-2020                                                                  | 04-04-2020 |  | 214(+2,4%)     | 4(=)            |
| 05-04-2020                                                                  | 05-04-2020 |  | 232(+8,4%)     | 5(+25%)         |
| 06-04-2020                                                                  | 06-04-2020 |  | 238(+2,6%)     | 5(=)            |
| 07-04-2020                                                                  | 07-04-2020 |  | 254(+6,7%)     | 6(+20%)         |
| 08-04-2020                                                                  | 08-04-2020 |  | 274(+7,9%)     | 6(=)            |
| 09-04-2020                                                                  | 09-04-2020 |  | 288(+5,1%)     | 7(+17%)         |
| 10-04-2020                                                                  | 10-04-2020 |  | 305(+5,9%)     | 7(=)            |
| 11-04-2020                                                                  | 11-04-2020 |  | 318(+4,3%)     | 10(+43%)        |
| 12-04-2020                                                                  | 12-04-2020 |  | 323(+1,6%)     | 10(=)           |
| 13-04-2020                                                                  | 13-04-2020 |  | 343(+6,2%)     | 10(=)           |
| 14-04-2020                                                                  | 14-04-2020 |  | 373(+8,7%)     | 11(+10%)        |
| 15-04-2020                                                                  | 15-04-2020 |  | 407(+9,1%)     | 12(+9,1%)       |
| 16-04-2020                                                                  | 16-04-2020 |  | 442(+8,6%)     | 13(+8,3%)       |
| 17-04-2020                                                                  | 17-04-2020 |  | 493(+12%)      | 17(+31%)        |
| 18-04-2020                                                                  | 18-04-2020 |  | 541(+9,7%)     | 19(+12%)        |
| 19-04-2020                                                                  | 19-04-2020 |  | 627(+16%)      | 21(+11%)        |
| 20-04-2020                                                                  | 20-04-2020 |  | 665(+6,1%)     | 22(+4,8%)       |
| 21-04-2020                                                                  | 21-04-2020 |  | 782(+18%)      | 25(+14%)        |
| 22-04-2020                                                                  | 22-04-2020 |  | 873(+12%)      | 28(+12%)        |
| 23-04-2020                                                                  | 23-04-2020 |  | 981(+12%)      | 31(+11%)        |
| 24-04-2020                                                                  | 24-04-2020 |  | 1 095(+12%)    | 32(+3,2%)       |
| 25-04-2020                                                                  | 25-04-2020 |  | 1 182(+7,9%)   | 35(+9,4%)       |
| 26-04-2020                                                                  | 26-04-2020 |  | 1 273(+7,7%)   | 40(+14%)        |
| 27-04-2020                                                                  | 27-04-2020 |  | 1 337(+5%)     | 40(=)           |
| 28-04-2020                                                                  | 28-04-2020 |  | 1 532(+15%)    | 44(+10%)        |
| 29-04-2020                                                                  | 29-04-2020 |  | 1 728(+13%)    | 51(+16%)        |
| 30-04-2020                                                                  | 30-04-2020 |  | 1 932(+12%)    | 58(+14%)        |
| 01-05-2020                                                                  | 01-05-2020 |  | 2 170(+12%)    | 68(+17%)        |
| 02-05-2020                                                                  | 02-05-2020 |  | 2 388(+10%)    | 85(+25%)        |
| 03-05-2020                                                                  | 03-05-2020 |  | 2 558(+7,1%)   | 87(+2,4%)       |
| 04-05-2020                                                                  | 04-05-2020 |  | 2 802(+9,5%)   | 93(+6,9%)       |
| 05-05-2020                                                                  | 05-05-2020 |  | 2 950(+5,3%)   | 98(+5,4%)       |
| 06-05-2020                                                                  | 06-05-2020 |  | 3 145(+6,6%)   | 103(+5,1%)      |
| 07-05-2020                                                                  | 07-05-2020 |  | 3 526(+12%)    | 107(+3,9%)      |
| 08-05-2020                                                                  | 08-05-2020 |  | 3 912(+11%)    | 117(+9,3%)      |
| 09-05-2020                                                                  | 09-05-2020 |  | 4 151(+6,1%)   | 128(+9,4%)      |
| 10-05-2020                                                                  | 10-05-2020 |  | 4 399(+6%)     | 143(+12%)       |
| 11-05-2020                                                                  | 11-05-2020 |  | 4 641(+5,5%)   | 150(+4,9%)      |
| 12-05-2020                                                                  | 12-05-2020 |  | 4 787(+3,1%)   | 158(+5,3%)      |
| 13-05-2020                                                                  | 13-05-2020 |  | 4 971(+3,8%)   | 164(+3,8%)      |
| 14-05-2020                                                                  | 14-05-2020 |  | 5 162(+3,8%)   | 167(+1,8%)      |
| 15-05-2020                                                                  | 15-05-2020 |  | 5 445(+5,5%)   | 171(+2,4%)      |
| 16-05-2020                                                                  | 16-05-2020 |  | 5 621(+3,2%)   | 176(+2,9%)      |
| 17-05-2020                                                                  | 17-05-2020 |  | 5 959(+6%)     | 182(+3,4%)      |
| 18-05-2020                                                                  | 18-05-2020 |  | 6 175(+3,6%)   | 191(+4,9%)      |
| 19-05-2020                                                                  | 19-05-2020 |  | 6 401(+3,7%)   | 192(+0,52%)     |
| 20-05-2020                                                                  | 20-05-2020 |  | 6 677(+4,3%)   | 200(+4,2%)      |
| 21-05-2020                                                                  | 21-05-2020 |  | 7 016(+5,1%)   | 211(+5,5%)      |
| 22-05-2020                                                                  | 22-05-2020 |  | 7 261(+3,5%)   | 221(+4,7%)      |
| 23-05-2020                                                                  | 23-05-2020 |  | 7 526(+3,6%)   | 221(=)          |
| 24-05-2020                                                                  | 24-05-2020 |  | 7 839(+4,2%)   | 226(+2,3%)      |
| 25-05-2020                                                                  | 25-05-2020 |  | 8 086(+3,2%)   | 233(+3,1%)      |
| 26-05-2020                                                                  | 26-05-2020 |  | 8 344(+3,2%)   | 249(+6,9%)      |
| 27-05-2020                                                                  | 27-05-2020 |  | 8 733(+4,7%)   | 254(+2%)        |
| 28-05-2020                                                                  | 28-05-2020 |  | 8 915(+2,1%)   | 259(+2%)        |
| 29-05-2020                                                                  | 29-05-2020 |  | 9 302(+4,3%)   | 261(+0,77%)     |
| 30-05-2020                                                                  | 30-05-2020 |  | 9 855(+5,9%)   | 273(+4,6%)      |
| 31-05-2020                                                                  | 31-05-2020 |  | 10 162(+3,1%)  | 287(+5,1%)      |
| 01-06-2020                                                                  | 01-06-2020 |  | 10 578(+4,1%)  | 299(+4,2%)      |
| 02-06-2020                                                                  | 02-06-2020 |  | 10 819(+2,3%)  | 314(+5%)        |
| 03-06-2020                                                                  | 03-06-2020 |  | 11 166(+3,2%)  | 315(+0,32%)     |
| 04-06-2020                                                                  | 04-06-2020 |  | 11 516(+3,1%)  | 323(+2,5%)      |
| 05-06-2020                                                                  | 05-06-2020 |  | 11 844(+2,8%)  | 333(+3,1%)      |
| 06-06-2020                                                                  | 06-06-2020 |  | 12 233(+3,3%)  | 342(+2,7%)      |
| 07-06-2020                                                                  | 07-06-2020 |  | 12 486(+2,1%)  | 354(+3,5%)      |
| 08-06-2020                                                                  | 08-06-2020 |  | 12 801(+2,5%)  | 361(+2%)        |
| 09-06-2020                                                                  | 09-06-2020 |  | 13 464(+5,2%)  | 365(+1,1%)      |
| 10-06-2020                                                                  | 10-06-2020 |  | 13 873(+3%)    | 382(+4,7%)      |
| 11-06-2020                                                                  | 11-06-2020 |  | 14 554(+4,9%)  | 387(+1,3%)      |
| 12-06-2020                                                                  | 12-06-2020 |  | 15 181(+4,3%)  | 399(+3,1%)      |
| 13-06-2020                                                                  | 13-06-2020 |  | 15 682(+3,3%)  | 407(+2%)        |
| 14-06-2020                                                                  | 14-06-2020 |  | 16 085(+2,6%)  | 420(+3,2%)      |
| 15-06-2020                                                                  | 15-06-2020 |  | 16 658(+3,6%)  | 424(+0,95%)     |
| 16-06-2020                                                                  | 16-06-2020 |  | 17 148(+2,9%)  | 455(+7,3%)      |
| 17-06-2020                                                                  | 17-06-2020 |  | 17 735(+3,4%)  | 469(+3,1%)      |
| 18-06-2020                                                                  | 18-06-2020 |  | 18 480(+4,2%)  | 475(+1,3%)      |
| 19-06-2020                                                                  | 19-06-2020 |  | 19 147(+3,6%)  | 487(+2,5%)      |
| 20-06-2020                                                                  | 20-06-2020 |  | 19 808(+3,5%)  | 506(+3,9%)      |
| 21-06-2020                                                                  | 21-06-2020 |  | 20 244(+2,2%)  | 518(+2,4%)      |
| 22-06-2020                                                                  | 22-06-2020 |  | 20 919(+3,3%)  | 525(+1,4%)      |
| 23-06-2020                                                                  | 23-06-2020 |  | 21 371(+2,2%)  | 533(+1,5%)      |
| 24-06-2020                                                                  | 24-06-2020 |  | 22 020(+3%)    | 542(+1,7%)      |
| 25-06-2020                                                                  | 25-06-2020 |  | 22 614(+2,7%)  | 549(+1,3%)      |
| 26-06-2020                                                                  | 26-06-2020 |  | 23 298(+3%)    | 554(+0,91%)     |
| 27-06-2020                                                                  | 27-06-2020 |  | 24 077(+3,3%)  | 558(+0,72%)     |
| 28-06-2020                                                                  | 28-06-2020 |  | 24 567(+2%)    | 565(+1,3%)      |
| 29-06-2020                                                                  | 29-06-2020 |  | 25 133(+2,3%)  | 573(+1,4%)      |
| 30-06-2020                                                                  | 30-06-2020 |  | 25 694(+2,2%)  | 590(+3%)        |
| 01-07-2020                                                                  | 01-07-2020 |  | 26 484(+3,1%)  | 603(+2,2%)      |
| 02-07-2020                                                                  | 02-07-2020 |  | 27 110(+2,4%)  | 616(+2,2%)      |
| 03-07-2020                                                                  | 03-07-2020 |  | 27 564(+1,7%)  | 628(+1,9%)      |
| 04-07-2020                                                                  | 04-07-2020 |  | 28 167(+2,2%)  | 634(+0,96%)     |
| 05-07-2020                                                                  | 05-07-2020 |  | 28 711(+1,9%)  | 645(+1,7%)      |
| 06-07-2020                                                                  | 06-07-2020 |  | 29 286(+2%)    | 654(+1,4%)      |
| 07-07-2020                                                                  | 07-07-2020 |  | 29 789(+1,7%)  | 669(+2,3%)      |
| 08-07-2020                                                                  | 08-07-2020 |  | 30 249(+1,5%)  | 684(+2,2%)      |
| 09-07-2020                                                                  | 09-07-2020 |  | 30 748(+1,6%)  | 689(+0,73%)     |
| 10-07-2020                                                                  | 10-07-2020 |  | 31 323(+1,9%)  | 709(+2,9%)      |
| 11-07-2020                                                                  | 11-07-2020 |  | 31 987(+2,1%)  | 724(+2,1%)      |
| 12-07-2020                                                                  | 12-07-2020 |  | 32 558(+1,8%)  | 740(+2,2%)      |
| 13-07-2020                                                                  | 13-07-2020 |  | 33 153(+1,8%)  | 744(+0,54%)     |
| 14-07-2020                                                                  | 14-07-2020 |  | 33 616(+1,4%)  | 754(+1,3%)      |
| 15-07-2020                                                                  | 15-07-2020 |  | 34 259(+1,9%)  | 760(+0,8%)      |
| 16-07-2020                                                                  | 16-07-2020 |  | 34 854(+1,7%)  | 769(+1,2%)      |
| 17-07-2020                                                                  | 17-07-2020 |  | 35 454(+1,7%)  | 772(+0,39%)     |
| 18-07-2020                                                                  | 18-07-2020 |  | 36 107(+1,8%)  | 778(+0,78%)     |
| 19-07-2020                                                                  | 19-07-2020 |  | 36 663(+1,5%)  | 789(+1,4%)      |
| 20-07-2020                                                                  | 20-07-2020 |  | 37 225(+1,5%)  | 801(+1,5%)      |
| 21-07-2020                                                                  | 21-07-2020 |  | 37 801(+1,5%)  | 805(+0,5%)      |
| 22-07-2020                                                                  | 22-07-2020 |  | 38 344(+1,4%)  | 813(+0,99%)     |
| 23-07-2020                                                                  | 23-07-2020 |  | 38 948(+1,6%)  | 833(+2,5%)      |
| 24-07-2020                                                                  | 24-07-2020 |  | 39 539(+1,5%)  | 845(+1,4%)      |
| 25-07-2020                                                                  | 25-07-2020 |  | 39 977(+1,1%)  | 856(+1,3%)      |
| 26-07-2020                                                                  | 26-07-2020 |  | 40 532(+1,4%)  | 858(+0,23%)     |
| 27-07-2020                                                                  | 27-07-2020 |  | 41 180(+1,6%)  | 860(+0,23%)     |
| 28-07-2020                                                                  | 28-07-2020 |  | 41 804(+1,5%)  | 868(+0,93%)     |
| 29-07-2020                                                                  | 29-07-2020 |  | 42 208(+0,97%) | 873(+0,58%)     |
| 30-07-2020                                                                  | 30-07-2020 |  | 42 689(+1,1%)  | 878(+0,57%)     |
| 31-07-2020                                                                  | 31-07-2020 |  | 43 151(+1,1%)  | 879(+0,11%)     |
| 01-08-2020                                                                  | 01-08-2020 |  | 43 537(+0,89%) | 883(+0,46%)     |
| 02-08-2020                                                                  | 02-08-2020 |  | 43 841(+0,7%)  | 888(+0,57%)     |
| 03-08-2020                                                                  | 03-08-2020 |  | 44 129(+0,66%) | 896(+0,9%)      |
| 04-08-2020                                                                  | 04-08-2020 |  | 44 433(+0,69%) | 910(+1,6%)      |
| 05-08-2020                                                                  | 05-08-2020 |  | 44 890(+1%)    | 927(+1,9%)      |
| 06-08-2020                                                                  | 06-08-2020 |  | 45 244(+0,79%) | 930(+0,32%)     |
| 07-08-2020                                                                  | 07-08-2020 |  | 45 687(+0,98%) | 936(+0,65%)     |
| 08-08-2020                                                                  | 08-08-2020 |  | 46 140(+0,99%) | 942(+0,64%)     |
| 09-08-2020                                                                  | 09-08-2020 |  | 46 577(+0,95%) | 945(+0,32%)     |
| 10-08-2020                                                                  | 10-08-2020 |  | 46 867(+0,62%) | 950(+0,53%)     |
| 11-08-2020                                                                  | 11-08-2020 |  | 47 290(+0,9%)  | 956(+0,63%)     |
| 12-08-2020                                                                  | 12-08-2020 |  | 47 743(+0,96%) | 956(=)          |
| 13-08-2020                                                                  | 13-08-2020 |  | 48 116(+0,78%) | 966(+1%)        |
| 14-08-2020                                                                  | 14-08-2020 |  | 48 445(+0,68%) | 973(+0,72%)     |
| 15-08-2020                                                                  | 15-08-2020 |  | 48 770(+0,67%) | 974(+0,1%)      |
| 16-08-2020                                                                  | 16-08-2020 |  | 49 068(+0,61%) | 975(+0,1%)      |
| 17-08-2020                                                                  | 17-08-2020 |  | 49 485(+0,85%) | 977(+0,21%)     |
| 18-08-2020                                                                  | 18-08-2020 |  | 49 895(+0,83%) | 981(+0,41%)     |
| 19-08-2020                                                                  | 19-08-2020 |  | 50 488(+1,2%)  | 985(+0,41%)     |
| 20-08-2020                                                                  | 20-08-2020 |  | 50 964(+0,94%) | 992(+0,71%)     |
| 21-08-2020                                                                  | 21-08-2020 |  | 51 304(+0,67%) | 996(+0,4%)      |
| 22-08-2020                                                                  | 22-08-2020 |  | 51 905(+1,2%)  | 997(+0,1%)      |
| 23-08-2020                                                                  | 23-08-2020 |  | 52 227(+0,62%) | 1 002(+0,5%)    |
| 24-08-2020                                                                  | 24-08-2020 |  | 52 548(+0,61%) | 1 004(+0,2%)    |
| 25-08-2020                                                                  | 25-08-2020 |  | 52 800(+0,48%) | 1 007(+0,3%)    |
| 26-08-2020                                                                  | 26-08-2020 |  | 53 021(+0,42%) | 1 010(+0,3%)    |
| 27-08-2020                                                                  | 27-08-2020 |  | 53 317(+0,56%) | 1 011(+0,1%)    |
| 28-08-2020                                                                  | 28-08-2020 |  | 53 477(+0,3%)  | 1 011(=)        |
| 29-08-2020                                                                  | 29-08-2020 |  | 53 727(+0,47%) | 1 011(=)        |
| 30-08-2020                                                                  | 30-08-2020 |  | 53 865(+0,26%) | 1 013(+0,2%)    |
| 31-08-2020                                                                  | 31-08-2020 |  | 54 008(+0,27%) | 1 013(=)        |
| 01-09-2020                                                                  | 01-09-2020 |  | 54 247(+0,44%) | 1 023(+0,99%)   |
| 02-09-2020                                                                  | 02-09-2020 |  | 54 463(+0,4%)  | 1 027(+0,39%)   |
| 03-09-2020                                                                  | 03-09-2020 |  | 54 588(+0,23%) | 1 048(+2%)      |
| 04-09-2020                                                                  | 04-09-2020 |  | 54 743(+0,28%) | 1 051(+0,29%)   |
| 05-09-2020                                                                  | 05-09-2020 |  | 54 905(+0,3%)  | 1 054(+0,29%)   |
| 06-09-2020                                                                  | 06-09-2020 |  | 55 005(+0,18%) | 1 057(+0,28%)   |
| 07-09-2020                                                                  | 07-09-2020 |  | 55 160(+0,28%) | 1 061(+0,38%)   |
| 08-09-2020                                                                  | 08-09-2020 |  | 55 456(+0,54%) | 1 067(+0,57%)   |
| 09-09-2020                                                                  | 09-09-2020 |  | 55 632(+0,32%) | 1 070(+0,28%)   |
| 10-09-2020                                                                  | 10-09-2020 |  | 55 829(+0,35%) | 1 075(+0,47%)   |
| 11-09-2020                                                                  | 11-09-2020 |  | 56 017(+0,34%) | 1 076(+0,09%)   |
| 12-09-2020                                                                  | 12-09-2020 |  | 56 177(+0,29%) | 1 078(+0,19%)   |
| 13-09-2020                                                                  | 13-09-2020 |  | 56 256(+0,14%) | 1 082(+0,37%)   |
| 14-09-2020                                                                  | 14-09-2020 |  | 56 388(+0,23%) | 1 083(+0,09%)   |
| 15-09-2020                                                                  | 15-09-2020 |  | 56 478(+0,16%) | 1 088(+0,46%)   |
| 16-09-2020                                                                  | 16-09-2020 |  | 56 604(+0,22%) | 1 091(+0,28%)   |
| 17-09-2020                                                                  | 17-09-2020 |  | 56 735(+0,23%) | 1 093(+0,18%)   |
| 18-09-2020                                                                  | 18-09-2020 |  | 56 956(+0,39%) | 1 094(+0,09%)   |
| 19-09-2020                                                                  | 19-09-2020 |  | 57 145(+0,33%) | 1 095(+0,09%)   |
| 20-09-2020                                                                  | 20-09-2020 |  | 57 242(+0,17%) | 1 098(+0,27%)   |
| 21-09-2020                                                                  | 21-09-2020 |  | 57 437(+0,34%) | 1 100(+0,18%)   |
| 22-09-2020                                                                  | 22-09-2020 |  | 57 613(+0,31%) | 1 100(=)        |
| 23-09-2020                                                                  | 23-09-2020 |  | 57 724(+0,19%) | 1 102(+0,18%)   |
| 24-09-2020                                                                  | 24-09-2020 |  | 57 849(+0,22%) | 1 102(=)        |
| 25-09-2020                                                                  | 25-09-2020 |  | 58 062(+0,37%) | 1 103(+0,09%)   |
| 26-09-2020                                                                  | 26-09-2020 |  | 58 198(+0,23%) | 1 106(+0,27%)   |
| 27-09-2020                                                                  | 27-09-2020 |  | 58 324(+0,22%) | 1 108(+0,18%)   |
| 28-09-2020                                                                  | 28-09-2020 |  | 58 460(+0,23%) | 1 111(+0,27%)   |
| 29-09-2020                                                                  | 29-09-2020 |  | 58 647(+0,32%) | 1 111(=)        |
| 30-09-2020                                                                  | 30-09-2020 |  | 58 848(+0,34%) | 1 112(+0,09%)   |
| 01-10-2020                                                                  | 01-10-2020 |  | 59 001(+0,26%) | 1 112(=)        |
| 02-10-2020                                                                  | 02-10-2020 |  | 59 127(+0,21%) | 1 112(=)        |
| 03-10-2020                                                                  | 03-10-2020 |  | 59 287(+0,27%) | 1 113(+0,09%)   |
| 04-10-2020                                                                  | 04-10-2020 |  | 59 345(+0,1%)  | 1 113(=)        |
| 05-10-2020                                                                  | 05-10-2020 |  | 59 465(+0,2%)  | 1 113(=)        |
| 06-10-2020                                                                  | 06-10-2020 |  | 59 583(+0,2%)  | 1 113(=)        |
| 07-10-2020                                                                  | 07-10-2020 |  | 59 738(+0,26%) | 1 113(=)        |
| 08-10-2020                                                                  | 08-10-2020 |  | 59 841(+0,17%) | 1 113(=)        |
| 09-10-2020                                                                  | 09-10-2020 |  | 59 992(+0,25%) | 1 113(=)        |
| 10-10-2020                                                                  | 10-10-2020 |  | 60 103(+0,19%) | 1 115(+0,18%)   |
| 11-10-2020                                                                  | 11-10-2020 |  | 60 266(+0,27%) | 1 115(=)        |
| 12-10-2020                                                                  | 12-10-2020 |  | 60 430(+0,27%) | 1 115(=)        |
| 13-10-2020                                                                  | 13-10-2020 |  | 60 655(+0,37%) | 1 116(+0,09%)   |
| 14-10-2020                                                                  | 14-10-2020 |  | 60 834(+0,3%)  | 1 116(=)        |
| 15-10-2020                                                                  | 15-10-2020 |  | 60 982(+0,24%) | 1 116(=)        |
| 16-10-2020                                                                  | 16-10-2020 |  | 61 194(+0,35%) | 1 119(+0,27%)   |
| 17-10-2020                                                                  | 17-10-2020 |  | 61 307(+0,18%) | 1 123(+0,36%)   |
| 18-10-2020                                                                  | 18-10-2020 |  | 61 440(+0,22%) | 1 125(+0,18%)   |
| 19-10-2020                                                                  | 19-10-2020 |  | 61 558(+0,19%) | 1 125(=)        |
| 20-10-2020                                                                  | 20-10-2020 |  | 61 630(+0,12%) | 1 125(=)        |
| 21-10-2020                                                                  | 21-10-2020 |  | 61 667(+0,06%) | 1 125(=)        |
| 22-10-2020                                                                  | 22-10-2020 |  | 61 805(+0,22%) | 1 127(+0,18%)   |
| 23-10-2020                                                                  | 23-10-2020 |  | 61 882(+0,12%) | 1 129(+0,18%)   |
| 24-10-2020                                                                  | 24-10-2020 |  | 61 930(+0,08%) | 1 129(=)        |
| 25-10-2020                                                                  | 25-10-2020 |  | 61 992(+0,1%)  | 1 130(+0,09%)   |
| 26-10-2020                                                                  | 26-10-2020 |  | 62 111(+0,19%) | 1 132(+0,18%)   |
| 27-10-2020                                                                  | 27-10-2020 |  | 62 224(+0,18%) | 1 135(+0,27%)   |
| 28-10-2020                                                                  | 28-10-2020 |  | 62 371(+0,24%) | 1 139(+0,35%)   |
| 29-10-2020                                                                  | 29-10-2020 |  | 62 521(+0,24%) | 1 141(+0,18%)   |
| 30-10-2020                                                                  | 30-10-2020 |  | 62 691(+0,27%) | 1 144(+0,26%)   |
| 31-10-2020                                                                  | 31-10-2020 |  | 62 853(+0,26%) | 1 144(=)        |
| 01-11-2020                                                                  | 01-11-2020 |  | 62 964(+0,18%) | 1 146(+0,17%)   |
| 02-11-2020                                                                  | 02-11-2020 |  | 63 036(+0,11%) | 1 147(+0,09%)   |
| 03-11-2020                                                                  | 03-11-2020 |  | 63 173(+0,22%) | 1 151(+0,35%)   |
| 04-11-2020                                                                  | 04-11-2020 |  | 63 328(+0,25%) | 1 155(+0,35%)   |
| 05-11-2020                                                                  | 05-11-2020 |  | 63 508(+0,28%) | 1 155(=)        |
| 06-11-2020                                                                  | 06-11-2020 |  | 63 731(+0,35%) | 1 155(=)        |
| 07-11-2020                                                                  | 07-11-2020 |  | 63 790(+0,09%) | 1 154(−0,09%)   |
| 08-11-2020                                                                  | 08-11-2020 |  | 64 090(+0,47%) | 1 154(=)        |
| 09-11-2020                                                                  | 09-11-2020 |  | 64 184(+0,15%) | 1 158(+0,35%)   |
| 10-11-2020                                                                  | 10-11-2020 |  | 64 336(+0,24%) | 1 160(+0,17%)   |
| 11-11-2020                                                                  | 11-11-2020 |  | 64 516(+0,28%) | 1 162(+0,17%)   |
| 12-11-2020                                                                  | 12-11-2020 |  | 64 728(+0,33%) | 1 162(=)        |
| 13-11-2020                                                                  | 13-11-2020 |  | 64 884(+0,24%) | 1 163(+0,09%)   |
| 14-11-2020                                                                  | 14-11-2020 |  | 64 996(+0,17%) | 1 163(=)        |
| 15-11-2020                                                                  | 15-11-2020 |  | 65 148(+0,23%) | 1 163(=)        |
| 16-11-2020                                                                  | 16-11-2020 |  | 65 305(+0,24%) | 1 163(=)        |
| 17-11-2020                                                                  | 17-11-2020 |  | 65 457(+0,23%) | 1 163(=)        |
| 18-11-2020                                                                  | 18-11-2020 |  | 65 693(+0,36%) | 1 163(=)        |
| 19-11-2020                                                                  | 19-11-2020 |  | 65 839(+0,22%) | 1 165(+0,17%)   |
| 20-11-2020                                                                  | 20-11-2020 |  | 65 982(+0,22%) | 1 165(=)        |
| 21-11-2020                                                                  | 21-11-2020 |  | 66 228(+0,37%) | 1 166(+0,09%)   |
| 22-11-2020                                                                  | 22-11-2020 |  | 66 383(+0,23%) | 1 167(+0,09%)   |
| 23-11-2020                                                                  | 23-11-2020 |  | 66 439(+0,08%) | 1 168(+0,09%)   |
| 24-11-2020                                                                  | 24-11-2020 |  | 66 607(+0,25%) | 1 169(+0,09%)   |
| 25-11-2020                                                                  | 25-11-2020 |  | 66 805(+0,3%)  | 1 169(=)        |
| 26-11-2020                                                                  | 26-11-2020 |  | 66 974(+0,25%) | 1 169(=)        |
| 27-11-2020                                                                  | 27-11-2020 |  | 67 220(+0,37%) | 1 171(+0,17%)   |
| 28-11-2020                                                                  | 28-11-2020 |  | 67 330(+0,16%) | 1 171(=)        |
| 29-11-2020                                                                  | 29-11-2020 |  | 67 412(+0,12%) | 1 173(+0,17%)   |
| 30-11-2020                                                                  | 30-11-2020 |  | 67 557(+0,22%) | 1 173(=)        |
| 01-12-2020                                                                  | 01-12-2020 |  | 67 838(+0,42%) | 1 176(+0,26%)   |
| 02-12-2020                                                                  | 02-12-2020 |  | 67 960(+0,18%) | 1 177(+0,09%)   |
| 03-12-2020                                                                  | 03-12-2020 |  | 68 303(+0,5%)  | 1 179(+0,17%)   |
| 04-12-2020                                                                  | 04-12-2020 |  | 68 627(+0,47%) | 1 179(=)        |
| 05-12-2020                                                                  | 05-12-2020 |  | 68 937(+0,45%) | 1 180(+0,08%)   |
| 06-12-2020                                                                  | 06-12-2020 |  | 69 255(+0,46%) | 1 180(=)        |
| 07-12-2020                                                                  | 07-12-2020 |  | 69 645(+0,56%) | 1 181(+0,08%)   |
| 08-12-2020                                                                  | 08-12-2020 |  | 70 195(+0,79%) | 1 182(+0,08%)   |
| 09-12-2020                                                                  | 09-12-2020 |  | 70 669(+0,68%) | 1 184(+0,17%)   |
| 10-12-2020                                                                  | 10-12-2020 |  | 71 344(+0,96%) | 1 190(+0,51%)   |
| 11-12-2020                                                                  | 11-12-2020 |  | 72 140(+1,1%)  | 1 190(=)        |
| 12-12-2020                                                                  | 12-12-2020 |  | 72 757(+0,86%) | 1 195(+0,42%)   |
| 13-12-2020                                                                  | 13-12-2020 |  | 73 175(+0,57%) | 1 197(+0,17%)   |
| 14-12-2020                                                                  | 14-12-2020 |  | 73 374(+0,27%) | 1 197(=)        |
| 15-12-2020                                                                  | 15-12-2020 |  | 74 132(+1%)    | 1 200(+0,25%)   |
| 16-12-2020                                                                  | 16-12-2020 |  | 75 062(+1,3%)  | 1 200(=)        |
| 17-12-2020                                                                  | 17-12-2020 |  | 76 207(+1,5%)  | 1 201(+0,08%)   |
| 18-12-2020                                                                  | 18-12-2020 |  | 77 013(+1,1%)  | 1 212(+0,92%)   |
| 19-12-2020                                                                  | 19-12-2020 |  | 77 933(+1,2%)  | 1 218(+0,5%)    |
| 20-12-2020                                                                  | 20-12-2020 |  | 78 434(+0,64%) | 1 221(+0,25%)   |
| 21-12-2020                                                                  | 21-12-2020 |  | 78 790(+0,45%) | 1 227(+0,49%)   |
| 22-12-2020                                                                  | 22-12-2020 |  | 79 789(+1,3%)  | 1 231(+0,33%)   |
| 23-12-2020                                                                  | 23-12-2020 |  | 80 922(+1,4%)  | 1 236(+0,41%)   |
| 24-12-2020                                                                  | 24-12-2020 |  | 81 963(+1,3%)  | 1 242(+0,49%)   |
| 25-12-2020                                                                  | 25-12-2020 |  | 82 747(+0,96%) | 1 246(+0,32%)   |
| 26-12-2020                                                                  | 26-12-2020 |  | 83 576(+1%)    | 1 247(+0,08%)   |
| 27-12-2020                                                                  | 27-12-2020 |  | 84 414(+1%)    | 1 254(+0,56%)   |
| 28-12-2020                                                                  | 28-12-2020 |  | 84 811(+0,47%) | 1 264(+0,8%)    |
| 29-12-2020                                                                  | 29-12-2020 |  | 85 560(+0,88%) | 1 267(+0,24%)   |
| 30-12-2020                                                                  | 30-12-2020 |  | 86 576(+1,2%)  | 1 278(+0,87%)   |
| 31-12-2020                                                                  | 31-12-2020 |  | 87 510(+1,1%)  | 1 289(+0,86%)   |
| 01-01-2021                                                                  | 01-01-2021 |  | 88 587(+1,2%)  | 1 294(+0,39%)   |
| Fonte: varie fonti di notizie e siti Web dei dipartimenti sanitari statali. |            |  |                |                 |